# جام باشگاه‌های جهان ۲۰۱۴
جام باشگاه‌های جهان ۲۰۱۴ (با نام رسمی جام باشگاه‌های جهان مراکش ۲۰۱۴ ارائه شده توسط تویوتا) یازدهمین دوره از جام باشگاه‌های جهان بود، یک تورنمنت بین‌المللی فوتبال باشگاهی که توسط فیفا سازماندهی شده و بین برندگان شش کنفدراسیون قاره‌ای و همچنین قهرمان لیگ کشور میزبان برگزار می‌شود. مراکش برای دومین بار متوالی میزبان مسابقات شد و مسابقات از ۱۰ تا ۲۰ دسامبر ۲۰۱۴ برگزار شد.
بایرن مونیخ، مدافع عنوان قهرمانی، واجد شرایط نشد زیرا در نیمه نهایی لیگ قهرمانان اروپا ۱۴–۲۰۱۳ توسط قهرمان نهایی، رئال مادرید حذف شد. این تیم اسپانیایی در مرحله نیمه نهایی جام باشگاه‌های جهان، کروز آزول مکزیک را با نتیجه ۴–۰ شکست داد و در فینال با نتیجه ۲–۰ سن لورنسو را شکست داد و اولین قهرمانی خود در جام باشگاه‌های جهان را به ارمغان آورد. با احتساب جام‌های بین قاره‌ای ۱۹۶۰، ۱۹۹۸ و ۲۰۰۲، این چهارمین قهرمانی باشگاهی رئال مادرید در جهان بود که با رکورد میلان برابری کرد.

## انتخاب میزبان
چهار کشور برای میزبانی مسابقات ۲۰۱۳ و ۲۰۱۴ پیشنهاد داده بودند (همان میزبان برای هر دو تورنمنت):
- ایران
- مراکش
- آفریقای جنوبی
- امارات متحدهٔ عربی (میزبان مسابقات در سال‌های ۲۰۰۹ و ۲۰۱۰ در ابوظبی)

در اکتبر ۲۰۱۱، فیفا اعلام کرد که ایران، آفریقای جنوبی و امارات متحده عربی همه پیشنهادات خود را پس گرفتند و مراکش به عنوان تنها پیشنهاد دهنده باقی ماند. کمیته اجرایی فیفا در ۱۷ دسامبر ۲۰۱۱ در جریان نشست خود در توکیو، ژاپن رسماً مراکش را به عنوان میزبان تأیید کرد.
در ۲۱ اوت ۲۰۱۴، فیفا با وجود شایعات اخیر مبنی بر تغییر محل برگزاری به دلیل شیوع ویروس ابولا در آفریقای غربی در سال ۲۰۱۴، بیانیه‌ای صادر کرد که در آن مراکش را مجدداً به عنوان میزبان تأیید کرد. مراکش میزبانی خود در جام ملت‌های آفریقا ۲۰۱۵ را به دلیل ترس از ابولا لغو کرده بود، اما متعهد شد که میزبان جام باشگاه‌های جهان باشد زیرا هیچ شرکت کننده‌ای از کشورهای دارای شدیدترین شیوع ابولا نخواهد بود.

## تیم‌های حاضر
| تیم                               | کنفدراسیون         | صلاحیت                                | حضور                                       |
| ورود در نیمه نهایی                | ورود در نیمه نهایی | ورود در نیمه نهایی                    | ورود در نیمه نهایی                         |
| --------------------------------- | ------------------ | ------------------------------------- | ------------------------------------------ |
| سن لورنسو                         | کونمبول            | قهرمان جام لیبرتادورس ۲۰۱۴            | اولین                                      |
| رئال مادرید                       | یوفا               | قهرمان لیگ قهرمانان اروپا ۱۴–۲۰۱۳     | دومین (قبلی: ۲۰۰۰)                         |
| ورود در یک‌چهارم نهایی             |                    |                                       |                                            |
| وسترن سیدنی واندررز               | ای‌اف‌سی             | قهرمان لیگ قهرمانان آسیا ۲۰۱۴         | اولین                                      |
| وفاق سطیف                         | کاف                | قهرمان لیگ قهرمانان آفریقا ۲۰۱۴       | اولین                                      |
| کروز آزول                         | کونکاکاف           | قهرمان لیگ قهرمانان کونکاکاف ۱۴–۲۰۱۳  | اولین                                      |
| ورود در پلی آف برای یک‌چهارم نهایی |                    |                                       |                                            |
| اوکلند سیتی                       | اواف‌سی             | قهرمان لیگ قهرمانان اقیانوسیه ۱۴–۲۰۱۳ | ششمین (قبلی: ۲۰۰۶, ۲۰۰۹, ۲۰۱۱, ۲۰۱۲, ۲۰۱۳) |
| مغرب تطوان                        | کاف (میزبان)       | قهرمان دسته اول مراکش ۱۴–۲۰۱۳         | اولین                                      |

## ورزشگاه‌ها
ورزشگاه‌های میزبان مسابقات در شهرهای رباط و مراکش بودند.
| مراکش                                                       | رباطمراکش · | رباط                                                                  |
| ----------------------------------------------------------- | ----------- | --------------------------------------------------------------------- |
| ورزشگاه مراکش                                               | رباطمراکش · | ورزشگاه شاهزاده مولای عبدالله                                         |
| ۳۱°۴۲′۲۴″ شمالی ۷°۵۸′۵۰″ غربی / ۳۱٫۷۰۶۶۷°شمالی ۷٫۹۸۰۵۶°غربی | رباطمراکش · | ۳۳°۵۷′۳۵٫۵۵″ شمالی ۶°۵۳′۲۰٫۸۱″ غربی / ۳۳٫۹۵۹۸۷۵۰°شمالی ۶٫۸۸۹۱۱۳۹°غربی |
| گنجایش: ۴۵,۲۴۰                                              | رباطمراکش · | گنجایش: ۵۲,۰۰۰                                                        |
|                                                             | رباطمراکش · |                                                                       |

## داوران
فهرست داوران مسابقات:
| کنفدراسیون | داوران        | کمک داوران                          |
| ---------- | ------------- | ----------------------------------- |
| ای‌اف‌سی     | بن ویلیامز    | متیو کریم پائول سترانگولو           |
| کاف        | نوماندیز دوئه | سونگویفولو یئو ژان-کلودی بیروموشاهو |
| کونکاکاف   | والتر لوپز    | لیونل لئال گرسون لوپز               |
| کونمبول    | انریکه اوسز   | کارلوس آستروزا سرخیو رومان          |
| اواف‌سی     | نوبرت آواتا   | تویتا ماکاسینی پائول آهوپو          |
| یوفا       | پدرو پروئنکا  | برتینو میراندا تیاگو تریگو          |

نکات
1. ↑  داوران شیلیایی جای داوران کلمبیایی ویلمار رولدان، ادواردو دیاز و الکساندر گوزمان را گرفتند.[۱۳]

## بازیکنان
هر باشگاه یک تیم ۲۳ نفره (سه نفر از آنها باید دروازه‌بان می‌بودند) را تا مهلت مقرر فیفا در ۲۸ نوامبر ۲۰۱۴ معرفی کرد. تعویض بازیکن مصدوم تا ۲۴ ساعت قبل از اولین بازی تیم مجاز بود. فهرست بازیکنان در ۴ دسامبر ۲۰۱۴ توسط فیفا اعلام شد.

## مسابقات
اگر یک مسابقه بعد از زمان عادی بازی مساوی می‌شد:
- برای مسابقات حذفی وقت اضافه انجام می‌شد. اگر بعد از وقت اضافه باز هم مساوی بود، ضربات پنالتی برای تعیین برنده انجام می‌شد.
- برای مسابقه مقام سوم و پنجم وقت اضافه انجام نمی‌شد و برای تعیین برنده، ضربات پنالتی انجام می‌شد.

|  | پلی آف              | پلی آف              |                   |                  | یک‌چهارم نهایی    | یک‌چهارم نهایی    |         |         | نیمه نهایی | نیمه نهایی |  |  | فینال             | فینال             |
|  | ۱۰ دسامبر – رباط    |                     |                   |                  |                  |                  |         |         |            |            |  |  |                   |                   |
|  | مغرب تطوان          | ۰ (۳)               |                   |                  | ۱۳ دسامبر – رباط | ۱۳ دسامبر – رباط |         |         |            |            |  |  |                   |                   |
|  | مغرب تطوان          | ۰ (۳)               |                   |                  | ۱۳ دسامبر – رباط | ۱۳ دسامبر – رباط |         |         |            |            |  |  |                   |                   |
|  | اوکلند سیتی (پ)     | ۰ (۴)               |                   |                  | اوکلند سیتی      | ۱                |         |         |            |            |  |  |                   |                   |
|  | اوکلند سیتی (پ)     | ۰ (۴)               | ۱۷ دسامبر – مراکش |                  | اوکلند سیتی      | ۱                |         |         |            |            |  |  |                   |                   |
|  |                     |                     |                   |                  | وفاق سطیف        | ۰                |         |         |            |            |  |  |                   |                   |
|  | اوکلند سیتی         | ۱                   |                   |                  | وفاق سطیف        | ۰                |         |         |            |            |  |  |                   |                   |
|  | اوکلند سیتی         | ۱                   |                   |                  |                  |                  |         |         |            |            |  |  |                   |                   |
|  |                     |                     | سن لورنسو (و.ا.)  | ۲                |                  |                  |         |         |            |            |  |  |                   |                   |
|  |                     |                     | سن لورنسو (و.ا.)  | ۲                |                  |                  |         |         |            |            |  |  |                   |                   |
|  |                     |                     | ۲۰ دسامبر – مراکش |                  |                  |                  |         |         |            |            |  |  |                   |                   |
|  |                     |                     |                   |                  |                  |                  |         |         |            |            |  |  |                   |                   |
|  | سن لورنسو           | ۰                   |                   |                  |                  |                  |         |         |            |            |  |  |                   |                   |
|  | سن لورنسو           | ۰                   | ۱۳ دسامبر – رباط  |                  |                  |                  |         |         |            |            |  |  |                   |                   |
|  |                     | رئال مادرید         | ۲                 |                  |                  |                  |         |         |            |            |  |  |                   |                   |
|  |                     |                     | ۲                 | کروز آزول (و.ا.) | ۳                |                  |         |         |            |            |  |  |                   |                   |
|  | ۱۶ دسامبر – مراکش   |                     |                   | کروز آزول (و.ا.) | ۳                |                  |         |         |            |            |  |  |                   |                   |
|  |                     | وسترن سیدنی واندررز | ۱                 |                  |                  |                  |         |         |            |            |  |  |                   |                   |
|  | کروز آزول           | وسترن سیدنی واندررز | ۱                 | ۰                |                  |                  |         |         |            |            |  |  |                   |                   |
|  | کروز آزول           | مقام پنجم           | مقام پنجم         | ۰                |                  |                  | رده‌بندی | رده‌بندی |            |            |  |  |                   |                   |
|  |                     | مقام پنجم           | مقام پنجم         |                  | رئال مادرید      | ۴                | رده‌بندی | رده‌بندی |            |            |  |  |                   |                   |
|  | وفاق سطیف (پ)       | ۲ (۵)               | اوکلند سیتی (پ)   | ۱ (۴)            | رئال مادرید      | ۴                |         |         |            |            |  |  |                   |                   |
|  | وفاق سطیف (پ)       | ۲ (۵)               | اوکلند سیتی (پ)   | ۱ (۴)            |                  |                  |         |         |            |            |  |  |                   |                   |
|  | وسترن سیدنی واندررز | ۲ (۴)               | کروز آزول         | ۱ (۲)            |                  |                  |         |         |            |            |  |  |                   |                   |
|  | وسترن سیدنی واندررز | ۲ (۴)               | کروز آزول         | ۱ (۲)            |                  |                  |         |         |            |            |  |  |                   |                   |
|  | ۱۷ دسامبر – مراکش   | ۱۷ دسامبر – مراکش   |                   |                  |                  |                  |         |         |            |            |  |  | ۲۰ دسامبر – مراکش | ۲۰ دسامبر – مراکش |

تمامی زمان‌ها زمان اروپای غربی (یوتی‌سی ۰۰:۰۰±) هستند.

### پلی آف برای یک‌چهارم نهایی
| مغرب تطوان                      | ۰–۰ (و.ا.) | اوکلند سیتی                        |
| ------------------------------- | ---------- | ---------------------------------- |
|                                 | گزارش      |                                    |
| ضربات پنالتی                    |            |                                    |
| جحوح · کروش · فال · نعیم · خلتی | ۳–۴        | پین · ایروینگ · وایت · بیلن · عیسی |

### یک‌چهارم نهایی
قرعه‌کشی در ۱۱ اکتبر ۲۰۱۴ در ساعت ۱۹:۰۰ وست (یوتی‌سی ۱:۰۰+)، در هتل لا مامونیا در مراکش برگزار شد تا زوج‌های چهار تیم یک‌چهارم نهایی مشخص شوند.
| وفاق سطیف | ۰–۱   | اوکلند سیتی |
| --------- | ----- | ----------- |
|           | گزارش | ایروینگ ۵۲' |

| کروز آزول                                      | ۳–۱ (و.ا.) | وسترن سیدنی واندررز |
| ---------------------------------------------- | ---------- | ------------------- |
| تورادو ۸۹' (پنالتی)، ۱۱۸' (پنالتی) · پاون ۱۰۸' | گزارش      | لاروکا ۶۵'          |

### نیمه نهایی
اولین نیمه نهایی ابتدا قرار بود در ورزشگاه شاهزاده مولای عبدالله، رباط برگزار شود، اما به دلیل شرایط سخت زمین به ورزشگاه مراکش، مراکش منتقل شد.
| کروز آزول | ۰–۴   | رئال مادرید                                 |
| --------- | ----- | ------------------------------------------- |
|           | گزارش | راموس ۱۵' · بنزما ۳۶' · بیل ۵۰' · ایسکو ۷۲' |

| سن لورنسو                  | ۲–۱ (و.ا.) | اوکلند سیتی |
| -------------------------- | ---------- | ----------- |
| بارینتوس ۴۵+۲' · ماتوس ۹۳' | گزارش      | برلانگا ۶۷' |

### مسابقه مقام پنجم
| وفاق سطیف                                                           | ۲–۲   | وسترن سیدنی واندررز                                                |
| ------------------------------------------------------------------- | ----- | ------------------------------------------------------------------ |
| مولن ۵۰' (گل‌به‌خودی) · زیایه ۵۷'                                     | گزارش | کاستلن ۵' · سابا ۸۹'                                               |
| ضربات پنالتی                                                        |       |                                                                    |
| جحنیط · قاسمی · ا. بلعمیری · زیایه · ملولی · عروسی · مقاتلی · زرارا | ۵–۴   | سابا · هالیتی · تریفیرو · جوریچ · بوزانیس · مولن · فوفاناه · آدلکه |

### رده بندی
| کروز آزول                           | ۱–۱   | اوکلند سیتی                          |
| ----------------------------------- | ----- | ------------------------------------ |
| روخاس ۵۷'                           | گزارش | د وریس ۴۵+۲'                         |
| ضربات پنالتی                        |       |                                      |
| گیمنز · فورمیکا · رودریگس · والادیز | ۲–۴   | پین · ایروینگ · وایت · پریتچت · عیسی |

### فینال
| رئال مادرید         | ۲–۰   | سن لورنسو |
| ------------------- | ----- | --------- |
| راموس ۳۷' · بیل ۵۱' | گزارش |           |

## قهرمان
| قهرمان جام باشگاه‌های جهان ۲۰۱۴ |
| ------------------------------ |
| رئال مادرید                    |
| اولین قهرمانی                  |

## گلزنان
| رتبه | بازیکن          | باشگاه              | تعداد گل |
| ---- | --------------- | ------------------- | -------- |
| ۱    | گرت بیل         | رئال مادرید         | ۲        |
| ۱    | سرخیو راموس     | رئال مادرید         | ۲        |
| ۱    | خراردو تورادو   | کروز آزول           | ۲        |
| ۴    | آنخل برلانگا    | اوکلند سیتی         | ۱        |
| ۴    | رایان د وریس    | اوکلند سیتی         | ۱        |
| ۴    | جان ایروینگ     | اوکلند سیتی         | ۱        |
| ۴    | ماریانو پاون    | کروز آزول           | ۱        |
| ۴    | یوآو روخاس      | کروز آزول           | ۱        |
| ۴    | کریم بنزما      | رئال مادرید         | ۱        |
| ۴    | ایسکو           | رئال مادرید         | ۱        |
| ۴    | پابلو بارینتوس  | سن لورنسو           | ۱        |
| ۴    | مائورو ماتوس    | سن لورنسو           | ۱        |
| ۴    | عبدالمالک زیایه | وفاق سطیف           | ۱        |
| ۴    | رومئو کاستلن    | وسترن سیدنی واندررز | ۱        |
| ۴    | یاکوپو لاروکا   | وسترن سیدنی واندررز | ۱        |
| ۴    | ویتور سابا      | وسترن سیدنی واندررز | ۱        |

۱ گل به خودی
- دنیل مولن (از وسترن سیدنی واندررز، در برابر وفاق سطیف)

## جوایز
در پایان مسابقات جوایز زیر اهدا شد:
| توپ طلای آدیداس جایزه تویوتا | توپ نقره آدیداس                 | توپ برنز آدیداس             |
| ---------------------------- | ------------------------------- | --------------------------- |
| سرخیو راموس (رئال مادرید)    | کریستیانو رونالدو (رئال مادرید) | ایوان وایسلیچ (اوکلند سیتی) |
| جایزه بازی جوانمردانه        |                                 |                             |
| رئال مادرید                  |                                 |                             |

فیفا همچنین جایزه بهترین بازیکن بازی را در این مسابقات معرفی کرد.
| مسابقه | بهترین بازیکن بازی | باشگاه      | حریف                |
| ------ | ------------------ | ----------- | ------------------- |
| ۱      | ایوان وایسلیچ      | اوکلند سیتی | مغرب تطوان          |
| ۲      | جان ایروینگ        | اوکلند سیتی | وفاق سطیف           |
| ۳      | خراردو تورادو      | کروز آزول   | وسترن سیدنی واندررز |
| ۴      | کریم بنزما         | رئال مادرید | کروز آزول           |
| ۵      | احمد قاسمی         | وفاق سطیف   | وسترن سیدنی واندررز |
| ۶      | پابلو بارینتوس     | سن لورنسو   | اوکلند سیتی         |
| ۷      | تیم پین            | اوکلند سیتی | کروز آزول           |
| ۸      | سرخیو راموس        | رئال مادرید | سن لورنسو           |